# Classifica di presenze nella NBA
Qui sottostante è presente la classifica che elenca i 50 giocatori della storia dell'NBA con più presenze nella regular season.
Le presenze nei playoff, nell'ABA e nella NBL non sono incluse.

## Classifica generale
Statistiche aggiornate al 14 aprile 2025.
|           | Eletto nella Basketball Hall of Fame |
| Grassetto | Giocatori ancora in attività         |

| Pos. | Nome                | Stagioni | Partite | Squadre |
| ---- | ------------------- | -------- | ------- | --- |
| 1    | Robert Parish       | 21       | 1611    | G.S. Warriors, Boston Celtics, Charlotte Hornets, Chicago Bulls |
| 2    | LeBron James        | 22       | 1562    | Cleveland Cavaliers, Miami Heat, L.A. Lakers |
| 3    | Kareem Abdul-Jabbar | 20       | 1560    | Milwaukee Bucks, L.A. Lakers |
| 4    | Vince Carter        | 22       | 1541    | Toronto Raptors, N.J. Nets, Orlando Magic, Phoenix Suns, Dallas Mavericks, Memphis Grizzlies, Sacramento Kings, Atlanta Hawks                                                                      |
| 5    | Dirk Nowitzki       | 21       | 1522    | Dallas Mavericks |
| 6    | John Stockton       | 19       | 1504    | Utah Jazz |
| 7    | Karl Malone         | 19       | 1476    | Utah Jazz, L.A. Lakers |
| 8    | Kevin Garnett       | 21       | 1462    | Minnesota T'wolves, Boston Celtics, Brooklyn Nets |
| 9    | Kevin Willis        | 21       | 1424    | Atlanta Hawks, Miami Heat, G.S. Warriors, Houston Rockets, Toronto Raptors, Denver Nuggets, San Antonio Spurs, Dallas Mavericks                                                                    |
| 10   | Jason Terry         | 19       | 1410    | Atlanta Hawks, Dallas Mavericks, Boston Celtics, Brooklyn Nets, Houston Rockets, Milwaukee Bucks                                                                                                   |
| 11   | Tim Duncan          | 19       | 1392    | San Antonio Spurs |
| 12   | Jason Kidd          | 19       | 1391    | Dallas Mavericks, Phoenix Suns, N.J. Nets, N.Y. Knicks |
| 13   | Reggie Miller       | 18       | 1389    | Indiana Pacers |
| 14   | Clifford Robinson   | 18       | 1380    | Portland T. Blazers, Phoenix Suns, Detroit Pistons, N.J. Nets, G.S. Warriors |
| 15   | Chris Paul          | 20       | 1354    | N.O. Hornets, L.A. Clippers, Houston Rockets, G.S. Warriors, Oklahoma Thunder, Phoenix Suns, San Antonio Spurs                                                                                     |
| 16   | Kobe Bryant         | 20       | 1346    | L.A. Lakers |
| 17   | Paul Pierce         | 19       | 1343    | Boston Celtics, Brooklyn Nets, Wash. Wizards, L.A. Clippers |
| 18   | Gary Payton         | 17       | 1335    | Seattle S.Sonics, Milwaukee Bucks, L.A. Lakers, Boston Celtics, Miami Heat |
| 19   | Moses Malone        | 19       | 1329    | Buffalo Braves, Houston Rockets, Philadelphia 76ers, Washington Bullets, Atlanta Hawks, Milwaukee Bucks, San Antonio Spurs                                                                         |
| 20   | Jamal Crawford      | 20       | 1327    | Chicago Bulls, N.Y. Knicks, G.S. Warriors, Atlanta Hawks, Portland T. Blazers, L.A. Clippers, Minnesota T'wolves, Phoenix Suns, Brooklyn Nets                                                      |
| 21   | Buck Williams       | 17       | 1307    | N.J. Nets, Portland T. Blazers, N.Y. Knicks |
| 22   | Andre Miller        | 17       | 1304    | Cleveland Cavaliers, L.A. Clippers, Denver Nuggets, Philadelphia 76ers, Portland T. Blazers, Wash. Wizards, Sacramento Kings, Minnesota T'wolves, San Antonio Spurs                                |
| 23   | Elvin Hayes         | 16       | 1303    | San Diego Rockets/ Houston Rockets, Baltimore Bullets/ Washington Bullets |
| 24   | Ray Allen           | 18       | 1300    | Milwaukee Bucks, Seattle S.Sonics, Boston Celtics, Miami Heat |
| 25   | Mark Jackson        | 17       | 1296    | N.Y. Knicks, L.A. Clippers, Indiana Pacers, Denver Nuggets, Toronto Raptors, Utah Jazz, Houston Rockets                                                                                            |
| 26   | Derek Fisher        | 18       | 1287    | L.A. Lakers, G.S. Warriors, Utah Jazz, Oklahoma Thunder, Dallas Mavericks |
| 27   | Sam Perkins         | 17       | 1286    | Dallas Mavericks, L.A. Lakers, Seattle S.Sonics, Indiana Pacers |
| 28   | Charles Oakley      | 19       | 1282    | Chicago Bulls, N.Y. Knicks, Toronto Raptors, Wash. Wizards, Houston Rockets |
| 29   | A. C. Green         | 16       | 1278    | L.A. Lakers, Phoenix Suns, Dallas Mavericks, Miami Heat |
| 30   | Joe Johnson         | 17       | 1277    | Boston Celtics, Phoenix Suns, Atlanta Hawks, Brooklyn Nets, Miami Heat, Utah Jazz, Houston Rockets                                                                                                 |
| 31   | Terry Porter        | 17       | 1274    | Portland T. Blazers, Minnesota T'wolves, Miami Heat, San Antonio Spurs |
| 32   | John Havlicek       | 16       | 1270    | Boston Celtics |
| 33   | Carmelo Anthony     | 19       | 1260    | Denver Nuggets, N.Y. Knicks, Oklahoma Thunder, Houston Rockets, Portland T. Blazers, L.A. Lakers                                                                                                   |
| 34   | Otis Thorpe         | 17       | 1257    | Sacramento Kings, Houston Rockets, Portland T. Blazers, Detroit Pistons, Vancouver Grizzlies, Wash. Wizards, Miami Heat, Charlotte Hornets                                                         |
| 35   | Tony Parker         | 18       | 1254    | San Antonio Spurs, Charlotte Hornets |
| 35   | Paul Silas          | 16       | 1254    | Atlanta Hawks, Phoenix Suns, Boston Celtics, Denver Nuggets, Seattle S.Sonics |
| 37   | Dwight Howard       | 18       | 1242    | Orlando Magic, L.A. Lakers, Houston Rockets, Atlanta Hawks, Charlotte Hornets, Wash. Wizards, Philadelphia 76ers                                                                                   |
| 38   | Hakeem Olajuwon     | 18       | 1238    | Houston Rockets, Toronto Raptors |
| 39   | Russell Westbrook   | 17       | 1237    | Oklahoma Thunder, Houston Rockets, Wash. Wizards, L.A. Lakers, L.A. Clippers, Denver Nuggets |
| 40   | Kyle Korver         | 17       | 1232    | Philadelphia 76ers, Utah Jazz, Chicago Bulls, Atlanta Hawks, Cleveland Cavaliers, Milwaukee Bucks                                                                                                  |
| 41   | Andre Iguodala      | 18       | 1231    | Philadelphia 76ers, Denver Nuggets, G.S. Warriors, Miami Heat |
| 42   | Pau Gasol           | 18       | 1226    | Memphis Grizzlies, L.A. Lakers, Chicago Bulls, San Antonio Spurs, Milwaukee Bucks |
| 43   | Jeff Green          | 17       | 1217    | Seattle S.Sonics, Oklahoma Thunder, Boston Celtics, Memphis Grizzlies, L.A. Clippers, Orlando Magic, Cleveland Cavaliers, Wash. Wizards, Utah Jazz, Houston Rockets, Brooklyn Nets, Denver Nuggets |
| 44   | Steve Nash          | 19       | 1217    | Phoenix Suns, Dallas Mavericks, L.A. Lakers |
| 45   | Dale Ellis          | 17       | 1209    | Dallas Mavericks, Seattle S.Sonics, Milwaukee Bucks, San Antonio Spurs, Denver Nuggets |
| 46   | Juwan Howard        | 19       | 1208    | Wash. Wizards, Dallas Mavericks, Denver Nuggets, Orlando Magic, Houston Rockets, Charlotte Bobcats, Portland T. Blazers, Miami Heat                                                                |
| 47   | Shaquille O'Neal    | 19       | 1207    | Orlando Magic, L.A. Lakers, Miami Heat, Phoenix Suns, Cleveland Cavaliers, Boston Celtics |
| 48   | Derek Harper        | 16       | 1199    | Dallas Mavericks, N.Y. Knicks, Orlando Magic, L.A. Lakers |
| 48   | Eddie Johnson       | 17       | 1199    | Sacramento Kings, Phoenix Suns, Seattle S.Sonics, Charlotte Hornets, Indiana Pacers, Houston Rockets                                                                                               |
| 50   | Dikembe Mutombo     | 18       | 1196    | Denver Nuggets, Atlanta Hawks, Philadelphia 76ers, N.J. Nets, N.Y. Knicks, Houston Rockets |